# Baoding (Hebei)
Baoding é uma cidade da República Popular da China, localizada na província de Hebei. Tem cerca de 635 mil habitantes.

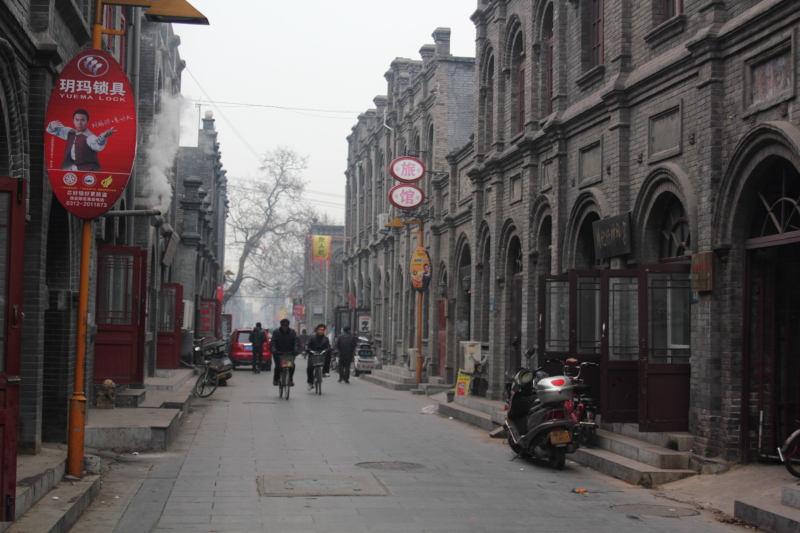
Baoding bairro antigo